# Lasiargus zhui
Lasiargus zhui är en spindelart som beskrevs av Kirill Yeskov och Yuri M. Marusik 1994. Lasiargus zhui ingår i släktet Lasiargus och familjen täckvävarspindlar. Inga underarter finns listade i Catalogue of Life.